# NGC 3987
NGC 3987 је спирална галаксија у сазвежђу Лав која се налази на NGC листи објеката дубоког неба.
Деклинација објекта је + 25° 11' 43" а ректасцензија 11h 57m 20,9s. Привидна величина (магнитуда) објекта NGC 3987 износи 13,1 а фотографска магнитуда 13,9. Налази се на удаљености од 65,5000 милиона парсека од Сунца. NGC 3987 је још познат и под ознакама UGC 6928, MCG 4-28-99, CGCG 127-110, IRAS 11547+2528, PGC 37591.